# Dangeau
Dangeau är en kommun i departementet Eure-et-Loir i regionen Centre-Val de Loire strax norr om centrala Frankrike. Kommunen ligger i kantonen Brou som tillhör arrondissementet Châteaudun. År 2015 hade Dangeau 920 invånare.

## Befolkningsutveckling
Antalet invånare i kommunen Dangeau
Referens:INSEE